# XnView
XnView is een gratis (voor niet-commercieel gebruik) programma waarmee grafische bestanden kunnen worden weergegeven. Het is voor veel besturingssystemen en in 44 talen (in de Windows-versie) beschikbaar waaronder het Nederlands. Het heeft qua functies veel weg van IrfanView. XnView is uitgebreider op vrijwel alle vlakken, maar daardoor ook zwaarder en minder overzichtelijk.

## XnView MP
XnView MultiPlatform (MP) is een subproject dat probeert om alle functies te implementeren met dezelfde broncode voor zowel macOS, Linux als Windows. De laatste versie van XnView MP is 0.96.3. MP biedt tevens Unicode-ondersteuning (in tegenstelling tot XnView) en er worden meer rekenkernen gebruikt waardoor de prestaties van het programma beter zijn dan die van XnView.